# Семекеево (Кайбицкий район)
Семеке́ево — село в Кайбицком районе Республики Татарстан (Россия). Входит в состав Большекайбицкого сельского поселения.

## География
Село расположено на левом берегу реки Бирля, в 7 км к северо-востоку от районного центра — села Большие Кайбицы.

## История
Основано в XVII веке. Название села писалось также в форме Семикеево.

## Население
Численность населения: в 1992 — 81 человек, в 2010 — 69 человека. В национальном составе преобладают русские и татары.
Национальный состав, среди указавших национальность, на 2010 год: татар — 35,5 %, русских — 59,7 %, чувашей — 4,8 %.